# Jak wyglądał będzie świat? (The Thinners)
Jak wyglądał będzie świat? – trzeci album studyjny wodzisławskiej grupy muzycznej The Thinners, wydany w 2025 roku przez The Thinners Records.

## Skład
- Grzegorz Gawenda – gitara elektryczna, wokal
- Wiesław Goryl – wokal, gitara basowa
- Tomasz Sikora – gitara elektryczna
- Grzegorz Stempel – perkusja

Gościnnie:
- Yeawon Jeong – wokal Rumkicks 럼킥스
- Leszek Laskowski – gitara pedal steel (Lonstar)

## Lista utworów
1. Nowe życie
2. Nasza Bajka
3. Kolejka
4. SWD
5. Szczęście
6. Różne kolory (cover Lonstar)
7. Tak albo nie
8. Do przodu
9. Chory dyktator (D. Tlak)
10. Jak wyglądał będzie świat

Bonus Track: